# Фор ла Лат
Замъкът Фор ла Лат (на фр. Fort-la-Latte) е разположен в департамент Кот д`Армор във Франция, на 35 км западно от Сен Мало, и е един от най-известните бретонски замъци. Живописно кацнал на скалист нос, той е послужил за естествен декор в голям брой филми.
Построен е през 14 в.